# Hans-Adolf Prützmann
Hans-Adolf Prützmann (Tolkemit, 31 augustus 1901 - Fort Diest, 30 juni 1945) was een Duits parlementslid voor de NSDAP in de Rijksdag en lid van de Pruisische Staatsraad. Hij was Höherer SS- und Polizeiführer (HSSPF), SS-Obergruppenführer en generaal in de Waffen-SS en bij de politie.

## Jeugd en interbellum
Na zijn opleiding aan het gymnasium studeerde Prützmann landbouw in Göttingen alvorens tussen 1918 en 1921 lid van verscheidene Vrijkorpsen te worden. In deze drie jaren vermeed Prützmann elke militaire handeling. Dit veranderde in 1923, toen hij zijn studie afbrak en zich tot 1924 bij een Vrijkorps aansloot dat bij gevechten in het grensgebied van Opper-Silezië betrokken was.
Daarna werkte Prützman zeven jaar als landbouwkundig ambtenaar in Pommeren, Brandenburg en Oost-Pruisen. In 1929 werd hij lid van de SA. Geradicaliseerd door zijn ervaringen in de Vrijkorpsen, verruilde hij in 1930 de SA voor de SS, waar hij zijn persoonlijke doelen beter vertegenwoordigd zag. Gelijktijdig vond zijn toelating tot de NSDAP plaats.

## Politieke carrière
Met het toetreden tot de NSDAP begon voor Prützmann een snelle carrière. Al in juli 1932 werd hij lid van de Rijksdag, in november 1933 werd hij tot SS-Brigadeführer bevorderd en in februari 1934 tot SS-Gruppenführer. In deze positie profiteerde hij van giften en persoonlijke gunsten van de middenstand, bijvoorbeeld van de uit Trossingen afkomstige papierwarenfabrikant Fritz Kiehn, die net als Prützmann sinds juli 1932 Rijksdaglid namens de NSDAP was en na de Machtergreifung door de nationaalsocialisten een bliksemcarrière maakte in de Württembergse economie.
In 1933 werd Prützmann benoemd tot leider van het SS-Hoofddistrict Südwest in Stuttgart. In die hoedanigheid was hij in 1934 betrokken bij de Röhm-affaire, waarbij Hermann Mattheiß, de leider van de politieke politie in Württemberg en persoonlijk tegenstander van Prützmann en Himmler, gearresteerd en (op 1 juli) vermoord werd. Prützmanns rol in deze zaak kon nooit achterhaald worden. Na de oorlog werd hij, samen met nog drie anderen (onder wie Fritz Kiehn), aangeklaagd, maar in 1950 werd de zaak vanwege gebrek aan bewijs geseponeerd.

## Tweede Wereldoorlog
Vanaf maart 1937 tot mei 1941 was Prützmann werkzaam als HSSPF Nordwest, met kantoor in Hamburg. Vervolgens leidde hij vanuit Königsberg als HSSPF het SS-Hoofddistrict Nordost. In april 1941 werd hij tot Generalleutnant (luitenant-generaal) der politie benoemd.
Van juni tot oktober 1941 was Prützmann HSSPF Noord-Rusland met kantoor in Riga. Dezelfde functie vervulde hij tot de zomer van 1944 in Oekraïne respectievelijk Midden-Zuid-Rusland. Zodoende was hij al vroeg betrokken bij de systematische vernietiging van Joden. In augustus 1941 antwoordde Prützmann op de vraag van een ondergeschikte waarheen de Baltische Joden gedeporteerd werden: "Niet zoals u denkt – zij worden naar het hiernamaals getransporteerd". Op 4 oktober 1943 nam hij deel aan het Gruppenführer-congres in Poznań, waar Heinrich Himmler zijn (eerste) Poznańtoespraak hield.
Vanaf juni 1944 was hij de hoogste SS- en politieleider in Oekraïne, een functie die hij in Kiev vervulde. Een van zijn laatste bevorderingen vond plaats in september 1944, toen hij door zijn meerdere tot Generalinspekteur für Spezialabwehr beim Reichsführer SS benoemd werd. Bovendien was hij vanaf december 1944 als gevolmachtigd generaal actief in Kroatië. Als chef van de Weerwolven gaf Prützman in opdracht van Himmler achter de frontlinie leiding aan SS'ers, Hitlerjongens en partijfunctionarissen. Vermoedelijk werd hij daarbij uiteindelijk krijgsgevangen genomen en pleegde hij zelfmoord. Hoewel de datum vaststaat (21 mei 1945), worden twee mogelijke locaties genoemd: Lüneburg en het ondervragingskamp bij Diest in België.

## Carrière
Prützmann bekleedde verschillende rangen in zowel de Allgemeine-SS als Waffen-SS. De volgende tabel laat zien dat de bevorderingen niet synchroon liepen.
| Datum                                              | Sturmbateilung | Allgemeine-SS           | Politie                       | Waffen-SS                |
| -------------------------------------------------- | -------------- | ----------------------- | ----------------------------- | ------------------------ |
| 1929                                               | SA-Mann        | —                       | —                             | —                        |
| 10 november 1930                                   | SA-Sturmführer | —                       | —                             | —                        |
| 12 augustus 1930                                   | —              | SS-Anwärter             | —                             | —                        |
| 20 augustus 1930                                   | —              | SS-Mann                 | —                             | —                        |
| 20 augustus 1930 (met ingang van 15 augustus 1930) | —              | SS-Scharführer          | —                             | —                        |
| 10 november 1930                                   | —              | SS-Sturmführer          | —                             | —                        |
| 4 augustus 1931 (met ingang van 3 augustus 1931)   | —              | SS-Sturmbannführer      | —                             | —                        |
| 11 januari 1932 (met ingang van 1 januari 1932)    | —              | SS-Standartenführer     | —                             | —                        |
| 26 juni 1933                                       | —              | SS-Oberführer           | —                             | —                        |
| 20 november 1933 (met ingang van 9 november 1933)  | —              | SS-Brigadeführer        | —                             | —                        |
| 1 februari 1934 - 28 februari 1934                 | —              | SS-Gruppenführer        | —                             | —                        |
| 9 april 1941                                       | —              | —                       | Generalleutnant in de politie | —                        |
| 7 november 1941 (met ingang van 9 november 1941)   | —              | SS-Obergruppenführer    | Generaal in de politie        | —                        |
| 20 juni 1944 (met ingang van 1 juli 1944)          | —              | —                       | —                             | Generaal in de Waffen-SS |
| April 1945                                         | —              | SS-Oberst-Gruppenführer | —                             | —                        |

## Lidmaatschapsnummers
- NSDAP-nr.: 142 290[4][17] (lid geworden 1 augustus 1929[2] - 1930[4][11])
- SS-nr.: 3002[4][17] (lid geworden 12 augustus 1930[3][4])

## Onderscheidingen
Selectie:
- Gouden Ereteken van de NSDAP[3][4] op 30 januari 1939[11][16]
- SS-Ehrenring[19][4] in 1934[16]
- Medaille Winterschlacht im Osten 1941/42 op 17 september 1942[11][16]
- Commandeurskruis met Ster van de Hongaarse Orde van Verdienste op 24 augustus 1938[11][16]
- Duits Kruis in goud op 16 juni 1944[3][4][11][16]
- IJzeren Kruis 1939, 1e Klasse (20 januari 1943[3][4][16]) en 2e Klasse (9 oktober 1941[3][4][11][16])
- Kruis voor Oorlogsverdienste, 1e klasse (1 maart 1943) en 2e Klasse (10 september 1940) met Zwaarden[3][4][11][16]
- Ehrenwinkel der Alten Kämpfer in februari 1934[16]
- Sportinsigne van de SA in brons[20] en zilver[21]

- Bibliothèque nationale de France: cb13750481r (data)
- Gemeinsame Normdatei: 119536862
- International Standard Name Identifier: 0000 0001 1489 4680
- Library of Congress Control Number: nr97040028
- Nationale Bibliotheek van Israël: 987007266858105171
- Virtual International Authority File: 30349060
- WorldCat: E39PBJvd4C3HbJDkg9pDWMBQMP